# Euselasia chrysippe
Euselasia chrysippe is een vlindersoort uit de familie van de prachtvlinders (Riodinidae), onderfamilie Euselasiinae.
Euselasia chrysippe werd in 1866 beschreven door H. Bates.